# 趙整
赵整（?—?），一名赵正，十六国时期前秦官员、文学家。表字文业，略阳郡清水县（今甘肃省清水县）人，一说济阴（治今山东定陶西北）人。
赵整有妻妾而无子，时人谓之阉人。十八岁时在前秦苻坚属下担任著作郎。转任黄门侍郎、武威郡太守。赵整学识丰富，喜欢直言，上书和当面进谏前后五十余事。苻坚宠信鲜卑贵族，宴请群臣令以极醉为限，他作歌进谏。苻坚分派氐族到各镇，他援琴作歌：“远徙种人留鲜卑，一旦缓急语阿谁？”他想要出家，苻坚不许。385年，苻坚遇害后，他到商洛山隐居，出家为僧。改名道整，专精经律，后在襄阳去世，享年六十余岁。